# Искра (Кировская область)
Искра — деревня в Юрьянском районе Кировской области в составе Гирсовского сельского поселения.

## География
Находится на правом берегу реки Вятка на восток от железнодорожного моста через Вятку на расстоянии примерно 14 километров на север-северо-запад по прямой от центра города Киров.

## История
Известна с 1926 года, когда здесь (коммуна «Искра») было учтено дворов 6 и жителей 9, в 1950 23 и 98 соответственно. В 1989 осталось 5 жителей . 

## Население
Постоянное население  составляло 4 человека (русские 100%) в 2002 году, 14 в 2010.